# 敦格铁路
敦格铁路是连接甘肃省敦煌市与青海省格尔木市的一条铁路，在客运及货物运价里程表中计入敦煌线。线路起点为敦煌铁路敦煌站，终点为饮马峡站，线路全长约509公里。計入敦煌鐵路後全長671公里，至饮马峡站後可沿既有之青藏鐵路至格尔木站。2011年6月可行性研究報告獲批。2012年10月开工建设，建设工期6年。
2015年5月30日，鱼卡至饮马峡段开行货运列车。2016年1月9日，敦煌至肃北段开行货运列车。2018年10月1日敦煌到肃北区间开行客运列车。2019年12月18日全线通车，2019年12月30日开通西宁到敦煌客运列车。2023年7月6日开行格尔木到敦煌客运列车。

## 概况
敦格铁路北起敦煌铁路敦煌站，沿215國道向西南方向，经过敦煌市、肃北县、阿克塞县，线路全长约617公里。全长20.14公里的当金山特长隧道为全线控制性工程。
敦格铁路是规划中连接兰新铁路和青藏铁路的联络线第二段，並建設聯絡線延伸至青藏铁路格尔木站。是西北地区铁路路网的主骨架线路之一。
敦格铁路的修建可以使亚欧大陆桥通道、青藏铁路部分路段有机地结合在一起，增强西北地区路网的机动灵活性，充分发挥既有通道的效能。
为了保护敦煌境内的文化自然遗产，敦格铁路的起点敦煌站建设在了敦煌机场附近，距离敦煌市市区11公里，距离世界文化遗产莫高窟15公里，距离敦煌机场仅不足2公里。敦格铁路敦煌段选择了敦煌城北的北线方案。2011年6月，专家们再次实地勘察，最后一次对敦格铁路西千佛洞段线位进行了微调，铁路线向北偏移1公里。

## 技术标准
- 铁路等级：I级
- 正线数目：近期单线，远期双线
- 最小曲线半径：一般2000m，困难800m；
- 限制坡度：13‰
- 到发线有效长度：850m
- 牵引种类：电力
- 机车类型：货运近期SS7、远期HXD系列，客运SS7E
- 牵引质量：近期4000t，远期5000t
- 闭塞方式：近期自动站间闭塞，远期自动闭塞

## 客货运运输情况

### 客运
- 最初于2017年1月1日起开行西宁—马海的7583(去)/7584(回)普通旅客列车，每周三开行，中途停靠湟源、哈尔盖、乌兰、柯柯、德令哈、饮马峡、大柴旦、鱼卡。
- 2018年10月1日起开行敦煌站—肅北站的7527/7528次普通旅客列车。[9]
- 2019年12月18日开行全线运营列车7527/7528次和7583/7584次延长为西宁到敦煌K1121/1122次。[12]
- 2023年7月6日开行全线运营列车格尔木到敦煌的K4121/4122次。[13]